# Nicklas Pedersen
Nicklas Pedersen (Køge, 10 de octubre de 1987) es un exfutbolista y entrenador danés. Jugaba de delantero y desde la temporada 2023-24 dirige al HB Køge de la Primera División de Dinamarca.

## Selección nacional
Fue internacional con la selección de Dinamarca en 13 ocasiones y marcó un gol. Debutó el 11 de agosto de 2010, en un encuentro amistoso ante la selección de Alemania que finalizó con marcador de 2-2.

### Participaciones en Eurocopas
| Eurocopa      | Sede              | Resultado    |
| ------------- | ----------------- | ------------ |
| Eurocopa 2012 | Polonia y Ucrania | Primera fase |

## Clubes

### Como jugador
| Club               | País         | Año       |
| ------------------ | ------------ | --------- |
| Herfølge Boldklub  | Dinamarca    | 2005-2007 |
| F. C. Nordsjælland | Dinamarca    | 2008-2009 |
| F. C. Groningen    | Países Bajos | 2009-2012 |
| R. K. V. Malinas   | Bélgica      | 2012-2013 |
| K. A. A. Gante     | Bélgica      | 2013-2016 |
| K. V. Oostende     | Bélgica      | 2016-2017 |
| R. K. V. Malinas   | Bélgica      | 2017-2018 |
| F. C. Emmen        | Países Bajos | 2018-2019 |

### Como entrenador
| Club           | País      | Año       |
| -------------- | --------- | --------- |
| HB Køge sub-17 | Dinamarca | 2020-2023 |
| HB Køge        | Dinamarca | 2023-     |

## Palmarés

### Títulos nacionales
| Título     | Club           | País    | Año     |
| ---------- | -------------- | ------- | ------- |
| Pro League | K. A. A. Gante | Bélgica | 2014-15 |